# Craterellus cornucopioides
La trompeta de los muertos (Craterellus cornucopioides) es una especie de hongo comestible, del género Craterellus, perteneciente a la familia Cantharellaceae. Su basónimo es Peziza cornucopioides L. 1753.

## Características
Es un hongo oscuro, casi negro. Su seta no resulta atractiva, pero tiene un sabor muy bueno. Es difícil de encontrar debido a su pequeño tamaño y a su color oscuro, que fácilmente se confunde con la hojarasca en el suelo del bosque. 
El cuerpo fructífero tiene forma de embudo y mide hasta 3 centímetros de ancho por 4 centímetros de alto, su color es negruzco cuando esta húmedo, es más claro casi gris cuando esta seco.
Crece en las zonas húmedas de los bosques de coníferas en la mitad del invierno y comienzo de la primavera.

## Comestibilidad
Craterellus cornucopioides es una seta comestible, muy sabrosa estando fresca o seca.